# Fußball-Oberliga 2009/10
Die Saison 2009/10 der Oberliga war die zweite Saison der Oberliga als fünfthöchste Spielklasse im Fußball in Deutschland nach Einführung der 3. Liga als dritthöchste Spielklasse zur Saison 2008/09 und der Herabstufung der Regionalliga zur vierthöchsten Spielklasse.

## Oberligen
- Oberliga Baden-Württemberg 2009/10
- Bayernliga 2009/10
- Bremen-Liga 2009/10
- Oberliga Hamburg 2009/10
- Hessenliga 2009/10
- Oberliga Niedersachsen 2009/10 in zwei Staffeln (West und Ost)
- Oberliga Nordost 2009/10 in zwei Staffeln (Nord und Süd)
- NRW-Liga 2009/10
- Schleswig-Holstein-Liga 2009/10
- Oberliga Südwest 2009/10